# Vineh Peak
Vineh Peak är en kulle i Antarktis. Den ligger i Sydshetlandsöarna. Argentina, Chile och Storbritannien gör anspråk på området. Toppen på Vineh Peak är 170 meter över havet.
Terrängen runt Vineh Peak är mycket platt. Trakten är obefolkad. Det finns inga samhällen i närheten. 